# Iosîpivka, Starokosteantîniv
Iosîpivka (în ucraineană Йосипівка) este un sat în comuna Serbînivka din raionul Starokosteantîniv, regiunea Hmelnîțkîi, Ucraina.

## Demografie
Componența lingvistică a localității Iosîpivka
     Ucraineană (99,74%)
Conform recensământului din 2001, majoritatea populației localității Iosîpivka era vorbitoare de ucraineană (99,74%), existând în minoritate și vorbitori de alte limbi.